# Frank Hewitt
Frank Hewitt (* 23. Oktober 1935 in Queens; † 5. September 2002 in New York City) war ein US-amerikanischer Jazzpianist des Hardbop.

## Leben und Wirken
Hewitt verbrachte die meiste Zeit seines Lebens im New Yorker Stadtteil Harlem. Seine Mutter war eine Kirchenpianistin, wodurch seine musikalischen Anfänge in der klassischen und der Gospelmusik lagen. Unter dem Eindruck der Musik von Charlie Parker wandte er sich dem Jazz zu; Vorbilder für sein Klavierspiel waren die Pianisten Thelonious Monk, Bud Powell und Elmo Hope. In den 1950er und 60er Jahren arbeitete er u. a. mit Charles Davis, Howard McGhee, Cecil Payne, John Coltrane, Dinah Washington und Billie Holiday; 1961 wirkte er an der Aufführung der Living-Theatre-Produktion von Jack Gelbers Stück The Connection mit und gehörte dann dem Kreis der Musiker um Barry Harris an. In den 1990er Jahren wurde er durch seine Auftritte im Jazzclub Smalls bekannt, die erst posthum auf Tonträgern erschienen. Dabei spielte er zumeist im Trio mit Ari Roland (Bass) und Jimmy Lovelace (Schlagzeug), gelegentlich zum Quintett erweitert um die Saxophonisten Chris Byars und Jim Mullins.
Zu Lebzeiten konnte er lediglich ein Stück veröffentlichen, eine Coverversion der Kenny-Dorham-Komposition „Prince Albert“, enthalten auf der Kompilation Jazz Underground: Live at Smalls, die 1998 auf Impulse erschien. Nach seinem Tod wurden die Live-Mitschnitte aus den 1990er Jahren auf Smalls Records herausgebracht, die Trioaufnahmen  We Loved You, Not Afraid to Live, Fresh from the Cooler und Out of the Clear Black Sky sowie eine Session in Quintett-Besetzung (Four Hundred Saturdays).
Der Pianist Frank Hewitt ist nicht mit dem irischen Rugbyspieler gleichen Namens (* 1906) und dem irischen Leichtathleten Frank „Skurry“ Hewitt (1845–1926) zu verwechseln.